# Freyr
"Frei" và "Frey" được chuyển hướng đến đây. Xin đọc Frey (định hướng) để biết các nghĩa khác của "Frei", "Frey" và "Freyr".

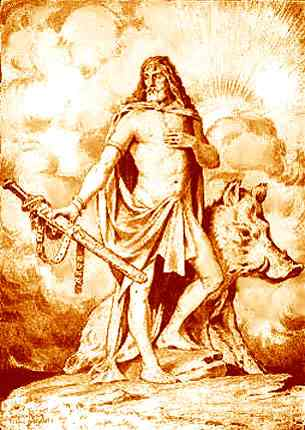
Thần Freyr

Trong thần thoại Bắc Âu, Freyr (hay Frei, hay Frey) là thần của sự thịnh vượng và sinh sôi nảy nở. Freyr là anh trai của nữ thần Freyja, con trai của thần biển Njord và nữ thần Nerthus. Vùng đất thiêng của Freyr là Alfheim, vương quốc của loài Elf (tiên). Freyr có một chiếc thuyền có thể gập lại bỏ vào túi khi không dùng đến, một thanh gươm thần có thể tự đánh, và một cỗ xe kéo bởi một con lợn rừng có lông bằng vàng.
Cha của Freyr và Freyja là Njord, là người của tộc Vanir, nhưng sau cuộc chiến của các vị thần, hai tộc Aesir và Vanir giãn hòa và họ trao đổi con tin. Njordr được tộc Vanir chọn để gửi đến Asgard, đổi lấy thần Aesir là Hoenir. Sau khi Njordr đến Asgard, ông ở lâu đài Noátún, cưới em gái là Nerthus và có con là Freyr và Freyja. Tuy nhiên, tộc Aesir không cho phép anh em lấy nhau, nên Njord lại cưới vợ mới là bà khổng lồ Skadi. Theo Snorri Sturluson, do Freyr và Freyja được sinh ra ở Asgard nên họ trở nên nổi tiếng và được đối xử như là thần trong tộc Aesir.
Trong bộ truyện thơ Edda, một hôm, Freyr lén trèo lên ngai vàng của Odin để nhìn khắp thế gian. Ông nhìn sang vùng đất của bọn khổng lồ và thấy Gerd, một cô tóc đỏ cực kỳ xinh đẹp. Freyr bị ốm tương tư và không ăn uống gì. Njordr và Skadi mới hỏi vì sao và sau đó sai Skírnir, người hầu của Freyr, đi hỏi cưới cô khổng lồ. Skirnir đem theo châu báu và mấy quả táo vàng để cầu hôn, nhưng vì các vị thần là kẻ thù của bọn khổng lồ, Gerd không đồng ý. Skírnir dùng thanh gươm của Freyr để dọa nếu không cưới thì sẽ phá hoại mùa màng và đất đai của người khổng lồ, thế là cô khổng lồ phải đồng ý cưới thần Freyr, hẹn sau 9 ngày sẽ cử hành hôn lễ. Freyr vui mừng nên tặng luôn thanh gươm thần cho Skírnir. Thanh gươm này sau này rơi vào tay Surt, vua của bọn khổng lồ lửa, và ở Ragnarok, Freyr sẽ bị giết bởi chính thanh gươm của mình.
Freyr là vị thần đặc biệt được coi trọng ở Thụy Điển ngày xưa. Trong bộ "Lịch sử của các vị vua cổ Bắc Âu", Freyr được xem là vị vua truyền thuyết thứ hai của Thụy Điển, và Freyja là công chúa trong truyền thuyết của Thụy Điển.